# Ardea (település)
Ardea egy ősi itáliai város Róma megyében. Gazdasága elsősorban a mezőgazdaságra épül, de az 1970-es évektől egyre jelentősebb iparral is bír. Lakossága a 20. század derekától rohamosan növekszik, jelenleg már több mint 42 ezren lakják.

## Fekvése
A fővárostól 35 kilométerre délre, a tengerparton található.

## Története
A várost az Aeneis a legendás italikusz népcsoport, a rutuli törzs fővárosaként említi. Az etruszk római király, Lucius Tarquinius Superbus hódoltatta meg. Jelentőségét a második pun háború alatt veszítette el, mivel megtagadta a rómaiak katonai támogatását, ezért azok a győzelmük után megfosztották autonómiájától. A szinte teljesen elnéptelenedett település csak a 9. században kezd el újból növekedni. Legújabb kori robbanásszerű növekedését a környező területek lecsapolásának és Róma közelségének köszönheti.

## Fő látnivalók
- 12. századi, román stílusú San Pietro Apostolo (Szent Péter) templom